# Eleonora Forenza
Eleonora Forenza (Bari, 10 novembre 1976) è una politica e attivista italiana, deputata al Parlamento europeo dal 2014 al 2019, membro del gruppo GUE/NGL. È dirigente nazionale del Partito della Rifondazione Comunista. Nella sua attività di ricerca si è occupata prevalentemente di studi gramsciani, teorie femministe e storia delle donne. Fa parte del direttivo dell'International Gramsci Society.

## Biografia
Nata e cresciuta a Bari, nel 2002 si è laureata in Lettere con il massimo dei voti presso l'Università degli Studi di Bari. Presso lo stesso ateneo nel 2006 ha conseguito il Dottorato di ricerca in italianistica con una tesi sul critico letterario Giacomo Debenedetti. Nel 2016 ha conseguito anche un Dottorato in Storia delle donne e delle identità di genere presso l'Università degli Studi di Napoli "L'Orientale" con una tesi sul femminismo e il Partito Comunista Italiano. È stata ricercatrice a tempo determinato di storia del pensiero politico presso l'Università degli Studi Roma Tre[2].

## Impegno politico
Eleonora Forenza ha fatto parte dei collettivi e movimenti studenteschi di protesta fin dalla metà dagli anni novanta. Ha poi continuato il suo impegno sulle questioni universitarie anche come ricercatrice precaria, tra l'altro partecipando alle mobilitazioni e alle occupazioni dei tetti contro la riforma dell'università del governo Berlusconi IV. L'inizio dell'Università coincide anche con l'avvio della lunga militanza nel Partito della Rifondazione Comunista - Sinistra Europea, a cui si è iscritta il 6 marzo 1996 e di cui è tuttora militante e dirigente. Da giovane comunista ha partecipato attivamente alla stagione dell’impegno del Prc nei movimenti: nel 2001 era a Genova contro il G8, ha preso parte a diversi Forum sociali europei e mondiali, alle mobilitazioni pacifiste, alla carovana zapatista, al movimento femminista e per il reddito di base. Conclusa l'esperienza nei Giovani Comunisti, sezione giovanile del partito, nel 2006 è entrata a far parte del comitato politico nazionale e poi della direzione nazionale, diventando una firma del quotidiano Liberazione. Ha contribuito all'attività del Forum delle donne. È entrata a far parte della segreteria nazionale del Prc, con la responsabilità dell’Area Cultura e Conoscenza, dopo il Congresso di Chianciano, in cui ha sostenuto il documento “Rifondazione in movimento” e si è battuta contro lo scioglimento del partito. Al successivo Congresso di Napoli ha presentato degli emendamenti critici nei confronti della Federazione della Sinistra, proponendo invece la federazione dei conflitti, e di opposizione all'ipotesi della maggioranza di un fronte democratico per battere le destre in alleanza con il Partito Democratico di Pier Luigi Bersani. Alle elezioni politiche del 2013 è candidata alla Camera con Rivoluzione Civile, ma la lista non raggiunge la soglia di sbarramento del 4% e dunque non risulta eletta. Dopo il IX congresso del Prc, nel dicembre 2013 è tornata a far parte della Segreteria nazionale e, in seguito all'adesione del partito alla lista di sinistra L'Altra Europa con Tsipras, è stata candidata nella circoscrizione Italia meridionale per le elezioni europee del 2014. Nella tornata elettorale, la lista ha superato lo sbarramento del 4% e Forenza ha ottenuto 22.685 preferenze, risultando la prima dei non eletti dopo Barbara Spinelli (eletta in due circoscrizioni). In seguito alla scelta dell'Italia centrale come circoscrizione di elezione da parte della Spinelli, Forenza è stata eletta al Parlamento europeo. Entra così a far parte del gruppo GUE/NGL e delle Commissioni Commercio Internazionale, Diritti delle donne e uguaglianza di genere, Ambiente e salute. Nel gennaio 2017 viene candidata dalla GUE/NGL alla Presidenza del Parlamento europeo. Tuttavia sarà eletto presidente l'europarlamentare di Forza Italia Antonio Tajani.
Dal X Congresso di Rifondazione Comunista tenutosi nella primavera del 2017 è punto di riferimento del documento “Rivoluzione e rifondazione” che propone l’unità delle lotte e la costruzione di un nuovo blocco storico in alternativa all’unità della sinistra, proposta dalla maggioranza uscente. In continuità con la contrarietà al “tavolo della sinistra” esprime una forte critica anche rispetto al progetto del “Brancaccio”, non chiaro sulla necessità di costruire una alternativa al Pd e al Pse: durante la prima assemblea esce dal teatro Brancaccio in solidarietà con Viola Carofalo, del centro sociale Ex Opg – Je so pazzo, a cui era stata negata la parola.
Per le elezioni politiche del marzo 2018 è candidata alla Camera con Potere al Popolo!, ma non risulta eletta a causa del mancato raggiungimento della soglia di sbarramento del 3% da parte della lista. Il suo partito abbandonerà poi il progetto nell'ottobre dello stesso anno.
Nel settembre 2018 a Bari subisce, uscendone illesa, un'aggressione da parte di alcuni militanti di Casapound muniti di tirapugni, catene, spranghe e altri arnesi, mentre partecipava a una manifestazione di piazza contro razzismo e fascismo con il proprio assistente (che ha riportato una grave ferita alla testa) e Claudio Riccio di Sinistra Italiana.
In occasione delle elezioni europee del 2019 è candidata come capolista nella circoscrizione Sud per la lista La Sinistra. Con 24443 preferenze sarà la candidata più votata, ma non sarà rieletta a causa del mancato raggiungimento della soglia di sbarramento da parte della lista.
Alle elezioni politiche del 2022 è candidata alla Camera nel Lazio per Unione Popolare. Non risulterà eletta a causa del mancato raggiungimento dello sbarramento da parte della lista.

## Attività parlamentare
Il 27 giugno 2014 viene designata come capo delegazione della lista presso il GUE/NGL.
Il 5 luglio 2016 viene approvata dal Parlamento europeo la Relazione sull’attuazione delle raccomandazioni 2010 del Parlamento sulle norme sociali e ambientali, i diritti umani e la responsabilità delle imprese (2015/2038 (INI)) di cui è relatrice.
Il 25 ottobre 2018 il Parlamento Europeo approva una risoluzione di cui é firmataria contro la violenza fascista in Europa e per la messa fuorilegge dei gruppi neofascisti.

## Riconoscimenti
- Premio “Valentino Gerratana” (2004) con il saggio Filosofia delle moltitudini e filosofia della praxis: alcune note sul concetto di senso comune nei Quaderni del carcere.
- Premio “Città di Melfi” (2004) – Sezione Tesi di laurea.